# Oxyothespis philbyi
Oxyothespis philbyi es una especie de mantis de la familia Mantidae.

## Distribución geográfica
Se encuentra en Yemen y Arabia Saudita.